# Gaja-et-Villedieu
Gaja-et-Villedieu é uma comuna francesa na região administrativa de Occitânia, no departamento de Aude. Estende-se por uma área de 7,75 km². Em 2010 a comuna tinha 300 habitantes (densidade: 38,7 hab./km²).